# Pohlia rusbyana
Pohlia rusbyana är en bladmossart som beskrevs av Brotherus 1903. Pohlia rusbyana ingår i släktet nickmossor, och familjen Bryaceae. Inga underarter finns listade i Catalogue of Life.